# Rickman (azienda)
La Rickman, anche conosciuta come Metisse o Rickman-Metisse, è stata una casa motociclistica britannica attiva dal 1960 al 1975
L'azienda venne fondata a Carswell dai fratelli Derek e Donald Rickman, entrambi piloti di motocross e gestori da giovanissimi dell'officina paterna, dopo la prematura morte del padre, pilota di speedway.
Nella seconda metà degli anni cinquanta i fratelli Rickman iniziarono a costruire telai per le proprie moto da gara, con motori BSA e Triumph. In sella a tali moto, denominate Metisse per sottolineare la loro caratteristica di "Special", conseguirono importanti risultati sportivi, ben presto divenendo celebri nell'ambito crossistico.
Dalla costruzione di telai per altri piloti alla realizzazione di moto complete, marchiate Rickman-Metisse il passo fu breve. Furono utilizzate varie motorizzazioni oltre alle già sperimentate BSA e Triumph, come Norton, Matchless, Enfield, Montesa, Bultaco, Maico e altre.

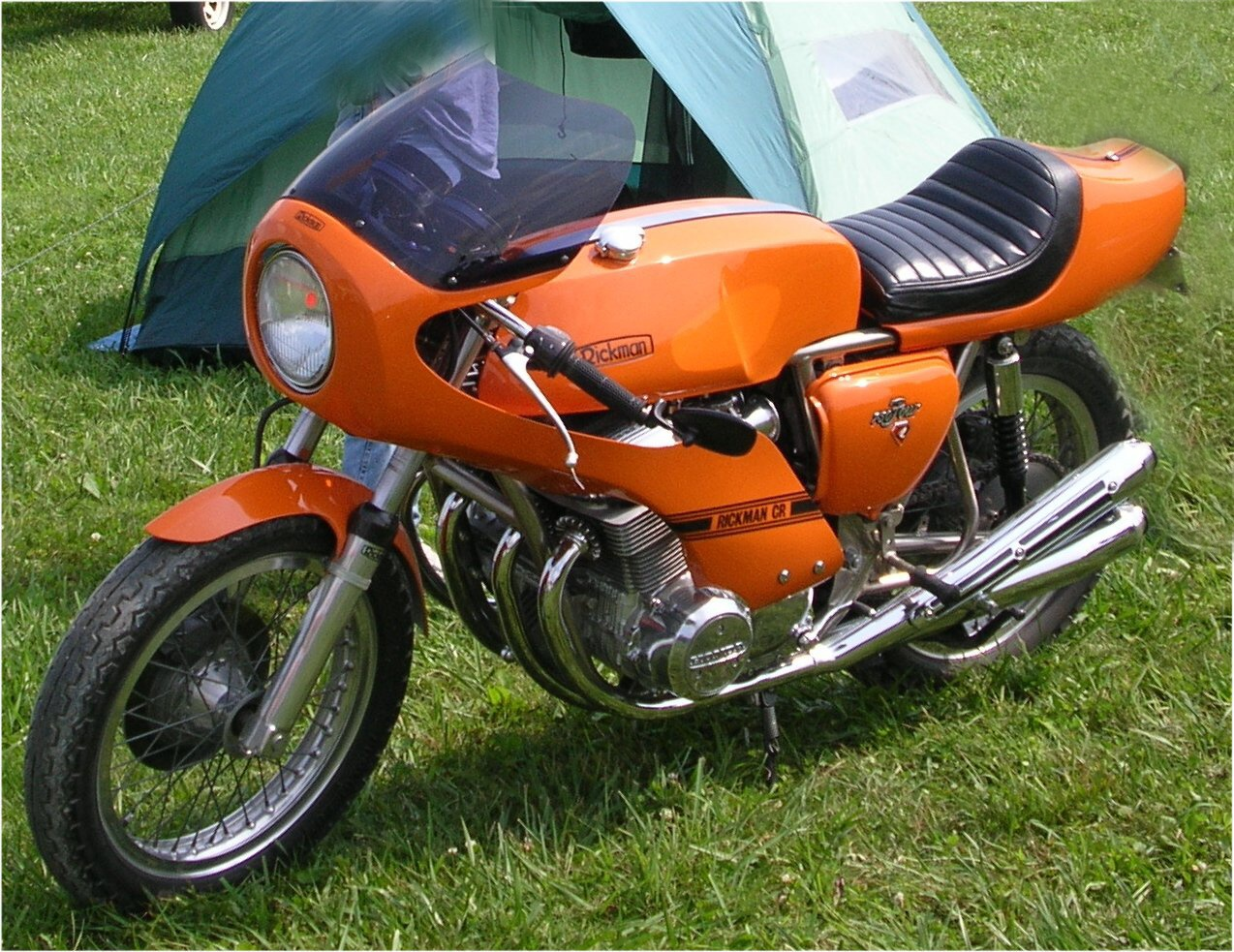
Rickman CR su meccanica Honda CB 750 Four del 1973

Destinate ad un pubblico esperto , le Rickman-Metisse sono caratterizzate tecnicamente per un robusto telaio a doppia culla continua con ridotta inclinazione del canotto di sterzo, ed esteticamente per la sovrastruttura integrata, del tipo Custom Unicon Styling, comprendente sella, serbatoio, fianchetti e parafango posteriore.
Negli anni sessanta i fratelli Rickman sperimentarono la loro maestria telaistica anche su moto da velocità per i piloti privati, cui seguirono pregevoli realizzazioni di moto gran turismo sportivo, principalmente dotate di motorizzazioni pluricilindriche Honda e Kawasaki.
All'inizio degli anni settanta, il progresso in campo telaistico delle moto europee e giapponesi, sia in campo crossistico che della velocità, misero in forte crisi la Rickman che, nel 1975, decise di cessare la produzione motociclistica per dedicarsi ai mobili da giardino e a kit di paraurti sagomati per attrezzare le autovetture da fuoristrada.

## Curiosità
- Grande estimatore delle Rickman-Metisse era l'attore statunitense Steve McQueen il quale, assunto come consulente dalla Benelli per la realizzazione del nuovo modello "Tornado", volle che il prototipo fosse dotato di un telaio conformato secondo i canoni Rickman.